# Vol UTA 141
Le vol UTA 141 était un vol international régulier opéré par la compagnie guinéenne Union des Transports Africains, qui reliait Conakry, en Guinée, à Dubaï, aux Émirats arabes unis, avec des escales au Bénin, en Libye (Koufra) et au Liban. Le 25 décembre 2003, le Boeing 727-223, immatriculé 3X-GDO, effectuant le vol a heurté un bâtiment et s'est écrasé dans le golfe du Bénin, alors qu'il tentait de décoller de l'aéroport international de Cotonou, au Bénin, tuant 141 des 160 personnes à bord du 727, ainsi que 3 personnes au sol. Le crash du vol 141 a été l'accident aérien le plus meurtrier de l'histoire du Bénin. 

## Enquête
L'enquête a conclu que l'accident était principalement causé par une surcharge de l'appareil. Cependant, il a également révélé par la suite une incompétence massive au sein de la compagnie aérienne, notamment sur sa dangereuse culture de la sécurité. Le problème était passé inaperçu à la suite d'écarts de la part des autorités, et un nouveau manquement dans la surveillance de la direction a conduit à la surcharge de l'avion. De multiples facteurs, dont la courte piste de Cotonou et la forte demande de passagers pour la route ce jour-là, ont également contribué à l'accident.
En ce qui concerne le résultat de l'enquête, le gouvernement guinéen a été invité à créer des réformes et des réglementations sur les autorités de l'aviation civile dans le pays. Le BEA, la commission chargée de l'enquête, avait également exhorté l'OACI à examiner les dispositions relatives à la supervision de la sécurité, et la FAA et l'EASA ont été sollicitées pour soutenir la création d'un système autonome de calcul de masse et centrage à bord de chaque avion de ligne.